# ソニータ (映画)
『ソニータ』 (Sonita) は、2015年に公開されたドキュメンタリー映画。アフガニスタン出身の女性ラッパーであるソニータ・アリザデに焦点を当て、ロクサレ・ガエム・マガミが監督を手掛けた。
本作は2016年のサンダンス映画祭でワールドシネマ部門と観客賞を受賞した。別題『ソニータ 〜アフガニスタン難民 少女ラッパーは叫ぶ〜』。

## 内容
『ソニータ』はアフガニスタン出身でテヘランに住むラッパーを夢見る少女であるソニータ・アリザデに焦点を当てた映画で、少女が一人で歌うことを禁じているイラン政府やアフガニスタンでの児童婚など彼女が直面する問題が描かれる。

## 制作
監督であるガエム・マガミは児童労働やストリートチルドレンへの支援を行っているソーシャルワーカーである自らの親戚を通じてソニータと知り合った。当時のソニータは16歳で、携帯電話で収録したラップソングを編集して楽曲を制作していた。ガエム・マガミはソニータと話すにつれて彼女の物語について興味を抱いたが、ドキュメンタリーを作るには暗い内容となり、本作が完成するまで何度も制作には失敗していた。

## 評価
『ソニータ』は2016年のサンダンス映画祭でワールドシネマ部門と観客賞を受賞した。『ガーディアン』のNigel M. Smithは本作でガエム・マガミが行った描写は驚くべきもので、映画監督という肩書に疑問を投げかけるものになっているとして本作に星5の評価を与えた。また、同じく『ガーディアン』のJonathan Romneyは本作をパワフルなドキュメンタリーとして星4の評価を与えた。